# Noi doi
Noi doi è un singolo della cantante rumena Alexandra Stan, pubblicato l'8 agosto 2017 ed è il secondo singolo estratto dall'album Mami. Il video musicale mostra la cantante con altre modelle su uno Yacht.
Il singolo è entrato in classifica in Romania (80º nella classifica ufficiale) e in Italia (2º nella classifica MTV Summer)